# آیا کارآگاهان فکر می‌کنند؟
آیا کارآگاهان فکر می‌کنند؟ (انگلیسی: Do Detectives Think?) فیلمی در ژانر کمدی، زوج هنری، و صامت به کارگردانی فرد گیول است که در سال ۱۹۲۷ منتشر شد. از بازیگران آن می‌توان به استن لورل، اولیور هاردی،  جیمز فینلیسون، فرانک براونلی و نوآ یانگ اشاره کرد.